# Święto Głupców

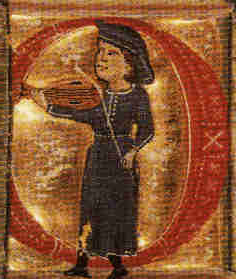
Średniowieczny muzyk

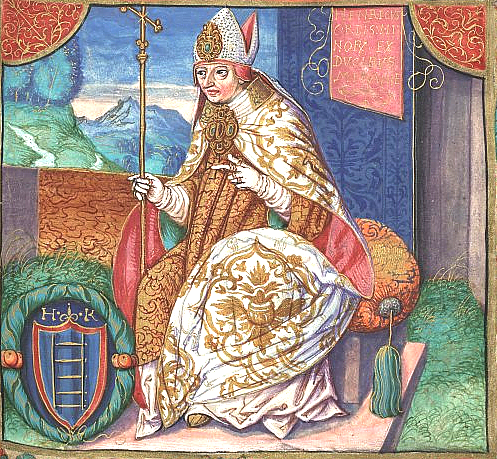
Arcybiskup gnieźnieński, Henryk Kietlicz w 1207 roku otrzymał list od papieża Innocenta III w sprawie m.in. „Święta Głupców”.

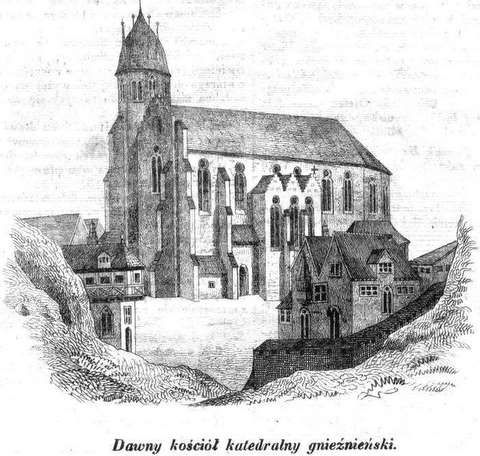
Katedra gnieźnieńska w dawnych czasach

Święto Głupców, lub festa fatuorum, stultorum, follorum – średniowieczne święto obchodzone przez żaków, szkolarów i niższych kleryków kilka razy w roku. Najgłośniej obchodzone było 20 sierpnia w dzień św. Stefana, 1 stycznia na Nowy Rok, 28 grudnia na dzień św. Młodzianków i 24 czerwca w dzień św. Jana.
Święta te pierwotnie obchodzono w kościołach i miały charakter legalny, pod koniec średniowiecza były zakazane, choć obchodzono je nadal na ulicach i tawernach i włączyły się w zabawy zapustne. Święto miało charakter parodystycznej trawestacji oficjalnego kultu, towarzyszyły mu przebrania, maskarady i nieprzystojne tańce. W opinii Bachtina szczególnie nieokiełznane były owe zabawy niższego kleru na Nowy Rok i w święto Bożego Ciała.
W czasach swojej największej popularności święto było manifestacją niezależności, wyśmiewało nieudolność oraz nadużycia władzy (zarówno świeckiej jak i duchownej) Obchodzono je przy uniwersytetach lub szkołach katedralnych, gdzie świętujący wybierali spośród siebie króla, który "rządził" tłumem bawiącym się tańcem i śpiewem (często były to wulgarne kantyczki lub twórczość scholarzy-włóczęgów).
"Święto Głupców" było inspirowane głównie przez tzw. igrców lub rybałtów, wędrownych artystów uprawiających aktorstwo, pieśniarstwo, kuglarstwo i żonglerkę, którzy za drobnym wynagrodzeniem zabawiali tłumy. Jak mogła wyglądać podobna zabawa w dawnych czasach próbują odpowiedzieć wyniki prac naukowych opublikowane w "Obyczajach w Polsce" pod redakcją Andrzeja Chwalby: Rozrywki dostarczali też liczni wędrowni artyści. Kuglarze popisywali się żonglerką, igrcowie naśladowali i przedrzeźniali głosy ludzkie i zwierzęce, skoczkowie wykonywali różne ćwiczenia gimnastyczne.
Święto było popularne w całej Europie aż do XVI wieku. Zdaniem Jacka Sieradzana "Święto Głupców" ostatecznie zniknęły w XVII wieku, a ich uczestników odtąd bito i zamykano w szpitalach dla obłąkanych, spętanych łańcuchami jak pospolitych przestępców.

## „Festa Fatuorum” w Gnieźnie
Pierwsze badania i kulturowe zrekonstruowanie „Święta Głupców” w Gnieźnie powstały z inicjatywy Dawida Junga, który w 2003 roku w ramach Sekcji Literacko-Filozoficznej im. W. Nehringa Collegium Europaeum Gnesnense, stworzył projekt „Festa Fatuorum”. Realizacja odtworzenia średniowiecznego święta (uwzględniającego literaturę, teatr oraz muzykę) nastąpiła w 2004 roku w ramach VII Poznańskiego Festiwalu Nauki i Sztuki (UAM, edycja gnieźnieńska) w dniach 13–16 października – na terenie Gniezna festiwal organizowały „Zeszyty Poetyckie”, Collegium Europaeum Gnesnense. Po festiwalu powstała m.in. prezentacja multimedialna „Festa Fatuorum – Gniezno 2004”. W intencji pomysłodawcy odtworzenia średniowiecznego święta „Festa Fatuorum” jest festiwalem kultury niezależnej, prowadzi również dialog międzykulturowy. Od drugiej, aż do ostatniej edycji (w 2011 r.) festiwal stanowił jedno z ważniejszych wydarzeń kulturalnych Gniezna. Jego kontynuatorem jest organizowany przez Urząd Miejski w Gnieźnie Królewski Festiwal Artystyczny.